# Tschechischer Fußballpokal 2001/02
Der Tschechische Fußballpokal 2001/02 (tschechisch: Pohár ČMFS 2001/02) war die neunte Austragung des Fußballpokalwettbewerbs der Männer des Fußballverbandes der Tschechischen Republik. Im Endspiel setzte sich der SK Slavia Prag mit 2:1 gegen Vorjahresfinalist AC Sparta Prag durch. Der Sieger nahm am UEFA-Pokal teil.

## Modus und Termine
Am Wettbewerb nahmen in der Vorrunde 36 Mannschaften teil. Zu den 18 Gewinnern stießen in der ersten Runde weitere 78 Teams. In der zweiten Runde kamen 16 Erstligisten hinzu. In allen Runden wurde der Sieger in einem Spiel ermittelt. Bis zum Achtelfinale wurde bei unentschiedenem Ausgang nach der regulären Spielzeit von 90 Minuten ein Elfmeterschießen durchgeführt. Ab dem Viertelfinale gab es nach einem Remis eine Verlängerung von zweimal 15 Minuten und falls notwendig ein Elfmeterschießen. Das Finale fand am 13. Mai 2002 statt.
| Runde         | Datum                | Spiele | Vereine   | Neueinstiege |
| ------------- | -------------------- | ------ | --------- | ------------ |
| Vorrunde      | 14. – 15. Juli 2001  | 18     | 130 → 112 | 36           |
| 1. Runde      | 21. – 22. Juli 2001  | 48     | 112 → 64  | 78           |
| 2. Runde      | 24. – 25. Juli 2001  | 32     | 64 → 32   | 16           |
| 3. Runde      | 9. Oktober 2001      | 16     | 32 → 16   | –            |
| Achtelfinale  | 12. – 13. März 2002  | 08     | 16 → 8    | –            |
| Viertelfinale | 2. – 3. April 2002   | 04     | 8 → 4     | –            |
| Halbfinale    | 23. – 24. April 2002 | 02     | 4 → 2     | –            |
| Finale        | 13. Mai 2002         | 01     | 2 → 1     | –            |
| Gesamt        |                      | 1290   |           | 1300         |

## Vorrunde

### Teilnehmende Mannschaften
27 Viertligisten, 5 Fünftligisten und 4 Sechstligisten
| Vorrundenteilnehmer | | | |
| TJ Keramika Chlumčany (IV) SK Motorlet Prag (IV) SK Strakonice 1908 (IV) FK Brandýs nad Labem (IV) FK Tatran Kadaň (IV) SK Sokol Libiš (IV) SK Český Brod (IV) PFC Český Dub (IV) Spartak Rychnov nad Kněžnou (IV) | FK Velké Hamry (IV) TJ Slovan Břeclav (IV) FK Chropyně (IV) FK Mutěnice (IV) TJ FS Napajedla (IV) FC Slušovice (IV) TJ Svitavy (IV) FK Refotal Albrechtice (IV) FK Avizo Město Albrechtice (IV) | FK Bílovec (IV) FC IRP Český Těšin (IV) FK Autodemont Horka nad Moravou (IV) FC Dukla Hranice (IV) TJ Valašské Meziříčí (IV) SK Lipová (IV) FK Slavia Orlová-Lutyně (IV) TJ Jiskra Rýmařov (IV) TJ Sokol Lázne Velké Losiny (IV) | SIAD TP Brňany (V) SK Dolní Chabry (V) SK Senco Doubravka (V) TJ Jiskra Ústí nad Orlicí (V) SK Vodňany (V) TJ Družba Hlavnice (VI) FC Lhota u Vsetína (VI) FC Trul Mikulovice (VI) TJ Meteor Stříbrná Skalice (VI) |
| IV = Divize • V = Krajský přebor • VI = I. A třída | | | |

### Begegnungen der Vorrunde
| Datum                 |                                      | Ergebnis        |                                  |
| --------------------- | ------------------------------------ | --------------- | -------------------------------- |
| 14.07.2001, 00:00 Uhr | SK Vodňany (V)                       | 2:1             | SK Strakonice 1908 (IV)          |
| 15.07.2001, 00:00 Uhr | SK Dolní Chabry (V)                  | 4:0             | SK Motorlet Prag (IV)            |
| 15.07.2001, 00:00 Uhr | SK Sokol Libiš (IV)                  | 2:0             | FK Brandýs nad Labem (IV)        |
| 15.07.2001, 00:00 Uhr | TJ Meteor Stříbrná Skalice (VI)      | 2:3             | SK Český Brod (IV)               |
| 15.07.2001, 00:00 Uhr | SIAD TP Brňany (V)                   | 2:1             | FK Tatran Kadaň (IV)             |
| 15.07.2001, 00:00 Uhr | PFC Český Dub (IV)                   | 1:1 (7:6 i. E.) | FK Velké Hamry (IV)              |
| 15.07.2001, 00:00 Uhr | TJ Jiskra Ústí nad Orlicí (V)        | 2:1             | Spartak Rychnov nad Kněžnou (IV) |
| 15.07.2001, 00:00 Uhr | SK Senco Doubravka (V)               | 4:0             | TJ Keramika Chlumčany (IV)       |
| 15.07.2001, 00:00 Uhr | TJ Svitavy (IV)                      | 1:2             | TJ Sokol Lázne Velké Losiny (IV) |
| 15.07.2001, 00:00 Uhr | FK Mutěnice (IV)                     | 2:1             | TJ Slovan Břeclav (IV)           |
| 15.07.2001, 00:00 Uhr | FC Lhota u Vsetína (VI)              | 2:3             | FC Slušovice (IV)                |
| 15.07.2001, 00:00 Uhr | FK Chropyně (IV)                     | 0:0 (1:4 i. E.) | TJ FS Napajedla (IV)             |
| 15.07.2001, 00:00 Uhr | SK Lipová (IV)                       | 3:3 (4:5 i. E.) | TJ Jiskra Rýmařov (IV)           |
| 15.07.2001, 00:00 Uhr | TJ Družba Hlavnice (VI)              | 1:1 (6:5 i. E.) | FK Bílovec (IV)                  |
| 15.07.2001, 00:00 Uhr | FK Autodemont Horka nad Moravou (IV) | 1:0             | FC Dukla Hranice (IV)            |
| 15.07.2001, 00:00 Uhr | TJ Valašské Meziříčí (IV)            | 1:1 (7:6 i. E.) | FK Slavia Orlová-Lutyně (IV)     |
| 15.07.2001, 00:00 Uhr | FC IRP Český Těšin (IV)              | 2:1             | FK Refotal Albrechtice (IV)      |
| 15.07.2001, 00:00 Uhr | FC Trul Mikulovice (VI)              | 1:3             | FK Avizo Město Albrechtice (IV)  |

## 1. Runde

### Teilnehmende Mannschaften
Die 18 Sieger der Vorrunde, 15 Zweitligisten, 23 Drittligisten und weitere 40 Viertligisten. Insgesamt nahmen 96 Mannschaften teil.
| Fotbalová národní liga 15 Mannschaften der 2. Liga 2001/02 | Sieger der Vorrunde die 18 Sieger der Vorrunde | weitere Teilnehmer 63 Mannschaften | weitere Teilnehmer 63 Mannschaften | weitere Teilnehmer 63 Mannschaften |
| SK České Budweis VT Chomutov Vysočina Jihlava FC MUS Most FK Mladá Boleslav FK Kolín TJ Spolana Neratovice 1. HFK Olomouc FK AS Pardubice FC Viktoria Pilsen SK LeRK Prostějov SC Xaverov Horní Počernice SK Baník Ratíškovice FC Vítkovice FC Zlín | FK Avizo Město Albrechtice (IV) SK Český Brod (IV) PFC Český Dub (IV) FC IRP Český Těšin (IV) FK Autodemont Horka nad Moravou (IV) SK Sokol Libiš (IV) TJ Valašské Meziříčí (IV) FK Mutěnice (IV) TJ FS Napajedla (IV) FC Slušovice (IV) TJ Jiskra Rýmařov (IV) TJ Sokol Lázne Velké Losiny (IV) SIAD TP Brňany (V) SK Dolní Chabry (V) SK Senco Doubravka (V) TJ Jiskra Ústí nad Orlicí (V) SK Vodňany (V) TJ Družba Hlavnic (VI) | FK Admira-Slavoj Prag (III) SK Union Čelákovice (III) AFK Chrudim (III) SK Kladno (III) TJ Tatran Prachatice (III) FC Sparta Krč Prag (III) FC Střížkov Praha 9 (III) SK Semily (III) SK Buldoci Karlovy Vary-Dvory (III) TJ Slovan Varnsdorf (III) FC MSA Dolní Benešov (III) FK Bystřice pod Hostýnem (III) FK VP Frýdek-Místek (III) FC Karviná (III) FC Group Dolní Kounice (III) SK Hanácká Slavia Kroměříž (III) FK Kunovice (III) FC VMG Kyjov (III) SK Tatran Poštorná (III) Fotbal Třinec (III) FK UNEX Uničov (III) | TJ Biocel Vratimov (III) SK UNO Zábřeh (III) SK Klatovy 1898 SK Uhelné sklady Prag TJ Přeštice Spartak MAS Sezimovo Ústí FK Rokycany FK Tábor FK Tachov FK Jiskra Třeboň FK Slavia Vejprnice SK Benešov FC Dragoun Břevnov FK Český lev Neštěmice FK Kaučuk Kralupy FK Litoměřice FK Chemopetrol Litvínov SK Rakovník SK Roudnice nad Labem SK Viktoria Sibřina SK Smíchov | SK AssiDoman Štěti MFK Ústí nad Labem FK Agria Choceň FC Olympia Hradec Královéc FK OEZ Letohrad FK Náchod-Deštné TJ SK Satalice FK Trutnov FC Velim SK Decora Ždirec nad Doubravou FC Elseremo Brumov SK VTJ Spartak Hulín FC Dosta Bystrc-Kníničky TJ Tatran Rousínov FC TVD Slavičín FC Slavia Třebíč 1. SC Znojmo SK Dětmarovice SK Hranice TJ Nový Jičín TJ Lokomotiva Petrovice |
| Ligaebene in Klammern: III = ČFL bzw. MSFL • IV = Divize • V = Krajský přebor • VI = I. A třída | | | | |

### Begegnungen der 1. Runde
| Datum                 |                                      | Ergebnis        |                                     |
| --------------------- | ------------------------------------ | --------------- | ----------------------------------- |
| 21.07.2001, 00:00 Uhr | FK Český lev Neštěmice (IV)          | 0:3             | TJ Slovan Varnsdorf (III)           |
| 21.07.2001, 00:00 Uhr | SK Český Brod (IV)                   | 00:3 1          | FK AS Pardubice (II)                |
| 21.07.2001, 00:00 Uhr | SK AssiDoman Štěti (IV)              | 2:0             | FK Litoměřice (IV)                  |
| 21.07.2001, 00:00 Uhr | SK Viktoria Sibřina (IV)             | 2:4             | FK Kolín (II)                       |
| 21.07.2001, 00:00 Uhr | SK Benešov (IV)                      | 2:1             | FC Střížkov Praha 9 (III)           |
| 21.07.2001, 00:00 Uhr | TJ SK Satalice (IV)                  | 0:2             | SC Xaverov Horní Počernice (II)     |
| 21.07.2001, 00:00 Uhr | SK VTJ Spartak Hulín (IV)            | 1:7             | FK Kunovice (III)                   |
| 21.07.2001, 00:00 Uhr | TJ Přeštice (IV)                     | 0:5             | FC Viktoria Pilsen (II)             |
| 22.07.2001, 00:00 Uhr | SIAD TP Brňany (V)                   | 2:4             | VT Chomutov (II)                    |
| 22.07.2001, 00:00 Uhr | FK VP Frýdek-Místek (III)            | 0:3             | FC Vítkovice (II)                   |
| 22.07.2001, 00:00 Uhr | SK Dolní Chabry (V)                  | 2:0             | FK Admira-Slavoj Prag (III)         |
| 22.07.2001, 00:00 Uhr | FC Dragoun Břevnov (IV)              | 2:1             | SK Rakovník (IV)                    |
| 22.07.2001, 00:00 Uhr | SK Smíchov (IV)                      | 2:7             | FC Sparta Krč Prag (III)            |
| 22.07.2001, 00:00 Uhr | SK Sokol Libiš (IV)                  | 1:4             | SK Union Čelákovice (III)           |
| 22.07.2001, 00:00 Uhr | FC Velim (IV)                        | 1:2             | FK Mladá Boleslav (II)              |
| 22.07.2001, 00:00 Uhr | FK Kaučuk Kralupy (IV)               | 0:4             | TJ Spolana Neratovice (II)          |
| 22.07.2001, 00:00 Uhr | MFK Ústí nad Labem (IV)              | 1:0             | SK Roudnice nad Labem (IV)          |
| 22.07.2001, 00:00 Uhr | FK Chemopetrol Litvínov (IV)         | 1:6             | FC MUS Most (II)                    |
| 22.07.2001, 00:00 Uhr | PFC Český Dub (IV)                   | 0:3             | SK Semily (III)                     |
| 22.07.2001, 00:00 Uhr | FK Náchod-Deštné (IV)                | 1:0             | FK Trutnov (IV)                     |
| 22.07.2001, 00:00 Uhr | SK Decora Ždirec nad Doubravou (IV)  | 2:1             | FK OEZ Letohrad (IV)                |
| 22.07.2001, 00:00 Uhr | TJ Jiskra Ústí nad Orlicí (V)        | 1:1 (4:3 i. E.) | FC Olympia Hradec Královéc (IV)     |
| 22.07.2001, 00:00 Uhr | FK Agria Choceň (IV)                 | 2:2 (3:5 i. E.) | AFK Chrudim (III)                   |
| 22.07.2001, 00:00 Uhr | Spartak MAS Sezimovo Ústí (IV)       | 0:5             | SK České Budweis (II)               |
| 22.07.2001, 00:00 Uhr | SK Vodňany (V)                       | 0:3             | TJ Tatran Prachatice (III)          |
| 22.07.2001, 00:00 Uhr | FK Slavia Vejprnice (IV)             | 3:1             | SK Klatovy 1898 (IV)                |
| 22.07.2001, 00:00 Uhr | SK Senco Doubravka (V)               | 3:0             | FK Rokycany (IV)                    |
| 22.07.2001, 00:00 Uhr | FK Tachov (IV)                       | 0:0 (3:1 i. E.) | SK Buldoci Karlovy Vary-Dvory (III) |
| 22.07.2001, 00:00 Uhr | FC Slavia Třebíč (IV)                | 1:5             | Vysočina Jihlava (II)               |
| 22.07.2001, 00:00 Uhr | TJ Sokol Lázne Velké Losiny (IV)     | 0:3             | SK UNO Zábřeh (III)                 |
| 22.07.2001, 00:00 Uhr | TJ Tatran Rousínov (IV)              | 2:0             | FC Dosta Bystrc-Kníničky (IV)       |
| 22.07.2001, 00:00 Uhr | SK Tatran Poštorná (III)             | 1:2             | SK Baník Ratíškovice (II)           |
| 22.07.2001, 00:00 Uhr | FC VMG Kyjov (III)                   | 1:0             | SK LeRK Prostějov (II)              |
| 22.07.2001, 00:00 Uhr | FK Mutěnice (IV)                     | 2:0             | FC Group Dolní Kounice (III)        |
| 22.07.2001, 00:00 Uhr | FC Slušovice (IV)                    | 3:3 (5:6 i. E.) | SK Hanácká Slavia Kroměříž (III)    |
| 22.07.2001, 00:00 Uhr | FC TVD Slavičín (IV)                 | 3:1             | FC Elseremo Brumov (IV)             |
| 22.07.2001, 00:00 Uhr | FK Avizo Město Albrechtice (IV)      | 0:3             | FC MSA Dolní Benešov (III)          |
| 22.07.2001, 00:00 Uhr | 1. SC Znojmo (IV)                    | 1:7             | FC Zlín (II)                        |
| 22.07.2001, 00:00 Uhr | TJ Jiskra Rýmařov (IV)               | 3:1             | FK UNEX Uničov (III)                |
| 22.07.2001, 00:00 Uhr | TJ Družba Hlavnice (VI)              | 1:6             | SK Hranice (IV)                     |
| 22.07.2001, 00:00 Uhr | FK Autodemont Horka nad Moravou (IV) | 0:0 (3:2 i. E.) | TJ Nový Jičín (IV)                  |
| 22.07.2001, 00:00 Uhr | TJ Valašské Meziříčí (IV)            | 1:3             | FK Bystřice pod Hostýnem (III)      |
| 22.07.2001, 00:00 Uhr | TJ Lokomotiva Petrovice (IV)         | 0:2             | TJ Biocel Vratimov (III)            |
| 22.07.2001, 00:00 Uhr | SK Dětmarovice (IV)                  | 3:1             | Fotbal Třinec (III)                 |
| 22.07.2001, 00:00 Uhr | FC IRP Český Těšin (IV)              | 2:0             | FC Karviná (III)                    |
| 22.07.2001, 00:00 Uhr | TJ FS Napajedla (IV)                 | 1:4             | 1. HFK Olomouc (II)                 |
| 22.07.2001, 00:00 Uhr | FK Tábor (IV)                        | 1:0             | FK Jiskra Třeboň (IV)               |
| 27.07.2001, 00:00 Uhr | SK Uhelné sklady Prag (IV)           | 0:4             | SK Kladno (III)                     |

## 2. Runde

### Teilnehmende Mannschaften
| Gambrinus Liga 2001/02 16 Erstligisten | Sieger der 1. Runde 48 Mannschaften | Sieger der 1. Runde 48 Mannschaften | Sieger der 1. Runde 48 Mannschaften |
| AC Sparta Prag SK Slavia Prag FC Bohemians Prag SK Hradec Králové FC Marila Příbram FK Chmel Blšany FC Stavo Artikel Brünn FK Jablonec 97 Baník Ostrava FK Drnovice Slovan Liberec SK Sigma Olmütz SFC Opava 1. FC SYNOT FK Teplice FK Viktoria Žižkov | SK České Budweis (II) VT Chomutov (II) SC Xaverov Horní Počernice (II) Vysočina Jihlava (II) FK Mladá Boleslav (II) FK Kolín (II) FC MUS Most (II) TJ Spolana Neratovice (II) 1. HFK Olomouc (II) FK AS Pardubice (II) FC Viktoria Pilsen (II) SK Baník Ratíškovice (II) FC Vítkovice (II) FC Zlín (II) FC MSA Dolní Benešov (III) FK Bystřice pod Hostýnem (III) | AFK Chrudim (III) SK Union Čelákovice (III) SK Kladno (III) SK Hanácká Slavia Kroměříž (III) FK Kunovice (III) FC VMG Kyjov (III) TJ Tatran Prachatice (III) FC Sparta Krč Prag (III) SK Semily (III) TJ Slovan Varnsdorf (III) TJ Biocel Vratimov (III) SK UNO Zábřeh (III) SK Benešov (IV) FC Dragoun Břevnov (IV) FC IRP Český Těšin (IV) SK Dětmarovice (IV) | FK Autodemont Horka nad Moravou (IV) SK Hranice (IV) FK Mutěnice (IV) FK Náchod-Deštné (IV) TJ Tatran Rousínov (IV) TJ Jiskra Rýmařov (IV) FC TVD Slavičín (IV) SK AssiDoman Štěti (IV) FK Tábor (IV) FK Tachov (IV) MFK Ústí nad Labem (IV) FK Slavia Vejprnice (IV) SK Decora Ždirec nad Doubravou (IV) SK Dolní Chabry (V) SK Senco Doubravka (V) TJ Jiskra Ústí nad Orlicí (V) |
| Ligaebene in Klammern: II = FNL • III = ČFL bzw. MSFL • IV = Divize • V = Krajský přebor | | | |

### Begegnungen der 2. Runde
| Datum                 |                                      | Ergebnis        |                                |
| --------------------- | ------------------------------------ | --------------- | ------------------------------ |
| 24.07.2001, 00:00 Uhr | SK Hranice (IV)                      | 4:3             | FC Vítkovice (II)              |
| 24.07.2001, 00:00 Uhr | SK Senco Doubravka (V)               | 1:3             | FC Viktoria Pilsen (II)        |
| 24.07.2001, 00:00 Uhr | FK Slavia Vejprnice (IV)             | 3:6             | FC Marila Příbram (I)          |
| 24.07.2001, 00:00 Uhr | SK AssiDoman Štěti (IV)              | 0:2             | FK Teplice (I)                 |
| 24.07.2001, 00:00 Uhr | SC Xaverov Horní Počernice (II)      | 0:3             | FK Viktoria Žižkov (I)         |
| 25.07.2001, 00:00 Uhr | SK Dětmarovice (IV)                  | 3:5             | FC IRP Český Těšin (IV)        |
| 25.07.2001, 00:00 Uhr | Tatran Prachatice (III)              | 2:2 (4:2 i. E.) | SK České Budweis (II)          |
| 25.07.2001, 00:00 Uhr | FK Tábor (IV)                        | 0:4             | SK Slavia Prag (I)             |
| 25.07.2001, 00:00 Uhr | SK Decora Ždirec nad Doubravou (IV)  | 1:5             | SK Hradec KrálovéC (I)         |
| 25.07.2001, 00:00 Uhr | FK Autodemont Horka nad Moravou (IV) | 0:4             | FC Zlín (II)                   |
| 25.07.2001, 00:00 Uhr | FK Kunovice (III)                    | 1:3             | 1. FC SYNOT (I)                |
| 25.07.2001, 00:00 Uhr | TJ Slovan Varnsdorf (III)            | 1:4             | Slovan Liberec (I)             |
| 25.07.2001, 00:00 Uhr | FC MUS Most (II)                     | 2:1             | VT Chomutov (II)               |
| 25.07.2001, 00:00 Uhr | FC VMG Kyjov (III)                   | 1:0             | FK Bystřice pod Hostýnem (III) |
| 25.07.2001, 00:00 Uhr | SK Hanácká Slavia Kroměříž (III)     | 0:3             | FK Drnovice (I)                |
| 25.07.2001, 00:00 Uhr | TJ Biocel Vratimov (III)             | 0:8             | Baník Ostrava (I)              |
| 25.07.2001, 00:00 Uhr | TJ Jiskra Rýmařov (IV)               | 1:1 (6:7 i. E.) | 1. HFK Olomouc (II)            |
| 25.07.2001, 00:00 Uhr | SK UNO Zábřeh (III)                  | 0:2             | SK Sigma Olmütz (I)            |
| 25.07.2001, 00:00 Uhr | FC TVD Slavičín (IV)                 | 2:2 (4:2 i. E.) | SK Baník Ratíškovice (II)      |
| 25.07.2001, 00:00 Uhr | FK Mutěnice (IV)                     | 0:3             | FC Stavo Artikel Brünn (I)     |
| 25.07.2001, 00:00 Uhr | TJ Tatran Rousínov (IV)              | 0:2             | Vysočina Jihlava (II)          |
| 25.07.2001, 00:00 Uhr | MFK Ústí nad Labem (IV)              | 0:2             | TJ Spolana Neratovice (II)     |
| 25.07.2001, 00:00 Uhr | FK Kolín (II)                        | 1:2             | FC Bohemians Prag (I)          |
| 25.07.2001, 00:00 Uhr | FK Mladá Boleslav (II)               | 1:0             | FK AS Pardubice (II)           |
| 25.07.2001, 00:00 Uhr | SK Benešov (IV)                      | 3:4             | FK Jablonec 97 (I)             |
| 25.07.2001, 00:00 Uhr | FC Sparta Krč Prag (III)             | 1:1 (6:5 i. E.) | SK Union Čelákovice (III)      |
| 25.07.2001, 00:00 Uhr | FC MSA Dolní Benešov (III)           | 1:1 (4:3 i. E.) | SFC Opava (I)                  |
| 25.07.2001, 00:00 Uhr | SK Dolní Chabry (V)                  | 1:8             | AC Sparta Prag (I)             |
| 04.08.2001, 00:00 Uhr | FK Náchod-Deštné (IV)                | 2:0             | SK Semily (III)                |
| 14.08.2001, 00:00 Uhr | TJ Jiskra Ústí nad Orlicí (V)        | 3:0             | AFK Chrudim (III)              |
| 15.08.2001, 00:00 Uhr | FC Dragoun Břevnov (IV)              | 0:0 (4:5 i. E.) | SK Kladno (III)                |
| 29.08.2001, 00:00 Uhr | FK Tachov (IV)                       | 1:8             | FK Chmel Blšany (I)            |

## 3. Runde
Teilnehmer: Die 32 Sieger der 2. Runde
| Datum                 |                               | Ergebnis        |                            |
| --------------------- | ----------------------------- | --------------- | -------------------------- |
| 39.10.2001, 14:30 Uhr | FC Viktoria Pilsen (II)       | 0:2             | FC Marila Příbram (I)      |
| 09.10.2001, 15:30 Uhr | TJ Tatran Prachatice (III)    | 0:2             | SK Slavia Prag (I)         |
| 09.10.2001, 15:30 Uhr | TJ Jiskra Ústí nad Orlicí (V) | 0:3             | SK Hradec Králové (I)      |
| 09.10.2001, 15:30 Uhr | FC Zlín (II)                  | 7:1             | 1. FC SYNOT (I)            |
| 09.10.2001, 15:30 Uhr | FC MUS Most (II)              | 2:1             | FK Chmel Blšany (I)        |
| 09.10.2001, 15:30 Uhr | FC VMG Kyjov (III)            | 2:2 (1:3 i. E.) | FK Drnovice (I)            |
| 09.10.2001, 15:30 Uhr | SK Hranice (IV)               | 0:1             | Baník Ostrava (I)          |
| 09.10.2001, 15:30 Uhr | 1. HFK Olomouc (II)           | 0:2             | SK Sigma Olmütz (I)        |
| 09.10.2001, 15:30 Uhr | FC TVD Slavičín (IV)          | 0:3             | FC Stavo Artikel Brünn (I) |
| 09.10.2001, 15:30 Uhr | Vysočina Jihlava (II)         | 1:2             | FK Teplice (I)             |
| 09.10.2001, 15:30 Uhr | TJ Spolana Neratovice (II)    | 0:3             | FC Bohemians Prag (I)      |
| 09.10.2001, 15:30 Uhr | FK Mladá Boleslav (II)        | 1:0             | FK Jablonec 97 (I)         |
| 09.10.2001, 15:30 Uhr | FC IRP Český Těšin (IV)       | 0:1             | FC MSA Dolní Benešov (III) |
| 07.11.2001, 14:00 Uhr | SK Kladno (III)               | 0:2             | AC Sparta Prag (I)         |
| 07.11.2001, 14:00 Uhr | FK Náchod-Deštné (IV)         | 0:0 (4:5 i. E.) | Slovan Liberec (I)         |
| 13.11.2001, 14:00 Uhr | FC Sparta Krč Prag (III)      | 1:4             | FK Viktoria Žižkov (I)     |

## Achtelfinale
| Datum                 |                            | Ergebnis        |                            |
| --------------------- | -------------------------- | --------------- | -------------------------- |
| 05.03.2002, 00:00 Uhr | FC MSA Dolní Benešov (III) | 1:3             | AC Sparta Prag (I)         |
| 06.03.2002, 00:00 Uhr | FC Zlín (II)               | 0:0 (2:3 i. E.) | Slovan Liberec (I)         |
| 12.03.2002, 00:00 Uhr | SK Slavia Prag (I)         | 3:0             | SK Hradec Králové (I)      |
| 12.03.2002, 00:00 Uhr | FK Teplice (I)             | 1:0             | FC Bohemians Prag (I)      |
| 13.03.2002, 00:00 Uhr | FC MUS Most (II)           | 2:0             | FK Drnovice (I)            |
| 13.03.2002, 00:00 Uhr | SK Sigma Olmütz (I)        | 0:0 (2:3 i. E.) | Baník Ostrava (I)          |
| 13.03.2002, 00:00 Uhr | FC Marila Příbram (I)      | 2:0             | FC Stavo Artikel Brünn (I) |
| 13.03.2002, 00:00 Uhr | FK Mladá Boleslav (II)     | 1:0             | FK Viktoria Žižkov (I)     |

## Viertelfinale
| Datum                 |                    | Ergebnis        |                        |
| --------------------- | ------------------ | --------------- | ---------------------- |
| 02.04.2002, 00:00 Uhr | SK Slavia Prag (I) | 2:1             | Slovan Liberec (I)     |
| 02.04.2002, 00:00 Uhr | AC Sparta Prag (I) | 2:1             | FC Marila Příbram (I)  |
| 03.04.2002, 00:00 Uhr | Baník Ostrava (I)  | 0:0 (5:4 i. E.) | FK Mladá Boleslav (II) |
| 03.04.2002, 00:00 Uhr | FC MUS Most (II)   | 2:0             | FK Teplice (I)         |

## Halbfinale
| Datum                 |                    | Ergebnis |                   |
| --------------------- | ------------------ | -------- | ----------------- |
| 23.04.2002, 00:00 Uhr | AC Sparta Prag (I) | 2:0      | FC MUS Most (II)  |
| 24.04.2002, 00:00 Uhr | SK Slavia Prag (I) | 1:0      | Baník Ostrava (I) |

## Finale
| Paarung        | AC Sparta Prag – SK Slavia Prag |
| Ergebnis       | 1:2 (1:2) |
| Datum          | 13. Mai 2002 um 16:00 Uhr |
| Stadion        | Stadion Evžena Rošického, Prag |
| Zuschauer      | 8.820 |
| Schiedsrichter | Karel Vidlák |
| Tore           | 0:1 Lukáš Došek (2.), 0:2 Lukáš Došek (17.), 1:2 Jiří Novotný (21.) |
| AC Sparta Prag | Petr Čech – Jiří Jarošík, Jiří Novotný, Pavel Mareš, Jan Flachbart – Zdeněk Grygera, Tomáš Hübschman, Rastislav Michalík (70. Pavel Zavadil), Vladimir Malar (46. Tomáš Jun), Vítězslav Tuma (58. Marek Kincl), Libor Sionko Cheftrainer: Vítězslav Lavička |
| SK Slavia Prag | Radek Černý – Adam Petrouš, Darko Šuškavčević, Lukáš Došek, Patrik Gedeon (86. Filip Stibůrek) – Richard Dostálek, Karel Piták, Rudolf Skácel, Tomáš Kuchař – Tomáš Dudek, Pavel Kuka (10. Štěpán Vachoušek) Cheftrainer: Miroslav Beránek                  |
| Gelbe Karten   | Jiří Novotný – Rudolf Skácel, Karel Piták, Štěpán Vachoušek |
| Platzverweise  | Jan Flachbart (73.) – keine |